# آلية الاستقرار المالي الأوروبي
آلية الاستقرار المالي الأوروبي (EFSM ) هو برنامج تمويل طارئ يعتمد على الأموال التي يتم جمعها في الأسواق المالية ويضمنها المفوضية الأوروبية باستخدام ميزانية الاتحاد الأوروبي كضمان. إنه يعمل تحت إشراف اللجنة  ويهدف إلى الحفاظ على الاستقرار المالي في أوروبا من خلال تقديم المساعدة المالية للدول الأعضاء في الاتحاد الأوروبي في ظل صعوبة اقتصادية.
يتمتع صندوق المفوضية ، المدعوم من جميع أعضاء الاتحاد الأوروبي البالغ عددهم 28 ، بصلاحية جمع ما يصل إلى 60 مليار يورو . حصلت EFSM على تصنيف AAA من قبل وكالة فتيش و مودز و ستاندرد & بورز . تعمل EFSM منذ 10 مايو 2010.